# Amadé
Az Amadé latin eredetű férfinév, az amare (szeretni) és a deus (isten) szavak összetételéből képződött, a jelentése: szeresd az Istent!, az Amadeusz név francia eredetű változata. Női párja: Amadea.

## Rokon nevek
- Amadeusz: A név eredeti változata[2]
- Amadó:[1] az Amadeusz latin nyelvekbeli változata

## Gyakorisága
Az 1990-es években az Amadé szórványosan fordult elő, a 2000-es években nem szerepel a 100 leggyakoribb férfinév között.
A teljes népességre vonatkozóan a 2000-es években az Amadé és rokon nevei nem szerepelt a 100 leggyakrabban viselt férfinév között.

## Névnapok
- január 28.[2]
- március 30.
- augusztus 10.

## Híres Amadék, Amadók, Amedeók
„Amadé” utónevű személyek szócikkeinek listája a Wikidata alapján